# 운양역 (김포)
운양역(雲陽驛, Unyang station)은 경기도 김포시 운양동에 위치한 김포 도시철도의 전철역이다. 나진포천 하저터널로 걸포북변역과 연결된다. 김포대수로 하저터널로 장기역과 연결된다.

## 역사
- 2016년 6월 20일: 운양역으로 역명 확정[1]
- 2019년 9월 28일 : 김포 도시철도 개통과 함께 영업 개시

## 역 구조
2면 2선 상대식 승강장이며, 승강장에 스크린도어가 설치되어 있다.
| 장기 ↑     |
| \| 상      |
| ↓ 걸포북변 |

| 상행 | ● 김포 도시철도 | 양촌 방면     |
| 하행 | ● 김포 도시철도 | 김포공항 방면 |

## 역 주변
- 청수초등학교
- 김포제일고등학교
- 경기도김포교육지원청
- 하늘빛초등학교
- 하늘빛중학교
- 운양동행정복지센터
- 김포한강야생조류생태공원
- 모담공원

## 인접한 역
| 김포 도시철도       | 김포 도시철도   | 김포 도시철도               |
| ------------------- | --------------- | --------------------------- |
| G103 장기 양촌 방면 | ● 김포 도시철도 | G105 걸포북변 김포공항 방면 |